# Hromoš (przystanek kolejowy)
Hromoš – przystanek kolejowy znajdujący się we wsi Hromoš, w kraju preszowskim, na linii kolejowej nr 185 (Słowacja), na Słowacji.